# Tischtennis-Bundesliga 1969/70
Die Bundesliga 1969/70 der Männer war die 4. Spielzeit der höchsten deutschen Spielklasse im Tischtennis. Meister wurde Borussia Düsseldorf.
Die Frauen traten erst ab der Saison 1975/76 in einer eingleisigen Bundesliga an.

## Saison
Es nahmen zehn Mannschaften teil, neu waren der Mettmanner TV und der TGS Rödelheim, die für den TTC Mörfelden und SV Weißblau-Allianz München aufstiegen. Meister wurde Borussia Düsseldorf. Der SV Moltkeplatz Essen und der SSV Reutlingen stiegen ab und wurden durch den Meidericher TTC und SV Weißblau-Allianz München ersetzt.

### Abschlusstabelle
| Pl. | Mannschaft              | Bgn. | Spiele  | +/-  | Punkte |
| --- | ----------------------- | ---- | ------- | ---- | ------ |
| 1   | Borussia Düsseldorf (M) | 18   | 162:49  | +113 | 36:0   |
| 2   | VfL Osnabrück (P)       | 18   | 146:107 | +39  | 27:9   |
| 3   | DJK TuSA 06 Düsseldorf  | 18   | 135:119 | +16  | 21:15  |
| 4   | Eintracht Frankfurt     | 18   | 124:120 | +4   | 19:17  |
| 5   | Mettmanner TV (N)       | 18   | 122:124 | −2   | 17:19  |
| 6   | Post SV Augsburg        | 18   | 121:124 | −3   | 16:20  |
| 7   | TTV Metelen             | 18   | 121:130 | −9   | 15:21  |
| 8   | TGS Rödelheim (N)       | 18   | 101:143 | −42  | 13:23  |
| 9   | SV Moltkeplatz Essen    | 18   | 107:140 | −33  | 12:24  |
| 10  | SSV Reutlingen          | 18   | 71:154  | −83  | 4:32   |

| Zum Saisonende 1969/70: |                                                        |
|                         | Meister: Borussia Düsseldorf                           |
|                         | Abstieg: SV Moltkeplatz Essen, SSV Reutlingen          |
| Zum Saisonende 1968/69: |                                                        |
| (M)                     | Meister der Vorsaison: Borussia Düsseldorf             |
| (P)                     | Pokalsieger der Vorsaison: VfL Osnabrück               |
| (N)                     | Aufsteiger der Vorsaison: Mettmanner TV, TGS Rödelheim |

## Aufstiegsrunde für die Saison 1970/71
Der Aufstieg zur Bundesliga wurde in zwei Runden ausgetragen. Spielberechtigt waren die Tabellenersten der vier Oberligen. Die erste Runde fand am 9. und 10. Mai 1970 in München in der Siemens-Sporthalle statt, die zweite Runde wurde am 30. und 31. Mai in Walsum ausgetragen. Es ergab sich folgender Endstand:
| Pl. | Mannschaft                  | Bgn. | Spiele | +/- | Punkte |
| --- | --------------------------- | ---- | ------ | --- | ------ |
| 1   | Meidericher TTC             | 6    | 52:27  | +25 | 10:2   |
| 2   | SV Weißblau-Allianz München | 6    | 49:27  | +22 | 10:2   |
| 3   | Tennis Borussia Berlin      | 6    | 29:47  | −18 | 3:9    |
| 4   | TTC Mörfelden               | 6    | 24:53  | −29 | 1:11   |

## Trivia
- Die Meistermannschaft Borussia Düsseldorf: Eberhard Schöler, Wilfried Lieck, Peter Hübner, Wilfried Micke, Jürgen Reuland, Horst Graef
- Erfolgreichster Spieler war Martin Ness mit einer Bilanz von 32:4.
- Mit 13.610 Zuschauern war ein Rückgang gegenüber der Vorsaison zu verzeichnen.